# Domenico Veneziano
Domenico Veneziano (asi 1410 – 15. května 1461, Florencie) byl italský raně renesanční malíř, působící zejména v Perugii a v Toskánsku.

## Životopis
O místě či datu jeho narození není mnoho známo. Podle jeho příjmení lze soudit, že se narodil v italských Benátkách. V letech 1422–23 se přestěhoval do Florencie a stal se žákem Gentila da Fabriana. Je možné, že mezi roky 1423 až 1430 pracoval v Římě u jiného italského malíře, Pisanella. Jeho styl byl ovlivněn malířem Benozzem Gozzolim.
Ve svém dopise z Peruggie adresovaném Piero di Cosimo de' Medici, datovaném rokem 1438, zmiňuje své dlouhé spojení s bohatou rodinou Medicejských a prosí o povolení namalovat oltářní obraz pro čelní stranu jejich domu. Veneziano byl současníkem Fra Angelicy a Fra Filippa Lippiho. Je známo, že tito dva umělci spolu oceňovali fresky v Buonfigli v Perugii. Mezi lety 1439 a 1441 namaloval mistrovské dílo Klanění tří králů.

## Dílo
Pro oltářní obraz určený kostel Santa Lucie dei Magnoli (kolem 1445–1447) ve Florencii, namalovaný v tempeře na panelu, použil Veneziano paletu barev tak neobvyklou pro toto období, že Vasari dokonce napsal, že dílo je malované v oleji. Domenico je také známý kruhovým panelem Klanění tří králů (1439–1441), který byl pravděpodobně objednán pro palác rodiny Medicejských. Obraz je nyní v Berlíně. Svým uměním ovlivnil Andrea Mantegnu.
Další jeho mistrovská díla jsou Madonna del Roseto, National Museum of Art of Romania (Národní muzeum umění, Rumunsko) a Madonna Berenson, Villa I Tatti, Florencie, oba obrazy jsou datovány kolem let 1432–1437.
Životopisec florentských umělců Giorgio Vasari tvrdil, že Domenico byl zavražděn Andreou del Castagno. Castagno však zemřel v roce 1457, čtyři roky před úmrtím Domenica.
V letech 1439–1445 pracoval na výzdobě kaple Portinari pro hospic Santa Maria Nuova ve Florencii a spolupracoval s Pierem della Francescou a Biccim di Lorenzem. Je jisté, že v době kdy tam pracoval používal pro své obrazy lněný olej, protože nemocniční knihy toho období uvádějí ve svých výdajích mnoho narážek na tuto položku. Své poslední dny strávil ve Florencii, kde zemřel 15. května 1461.

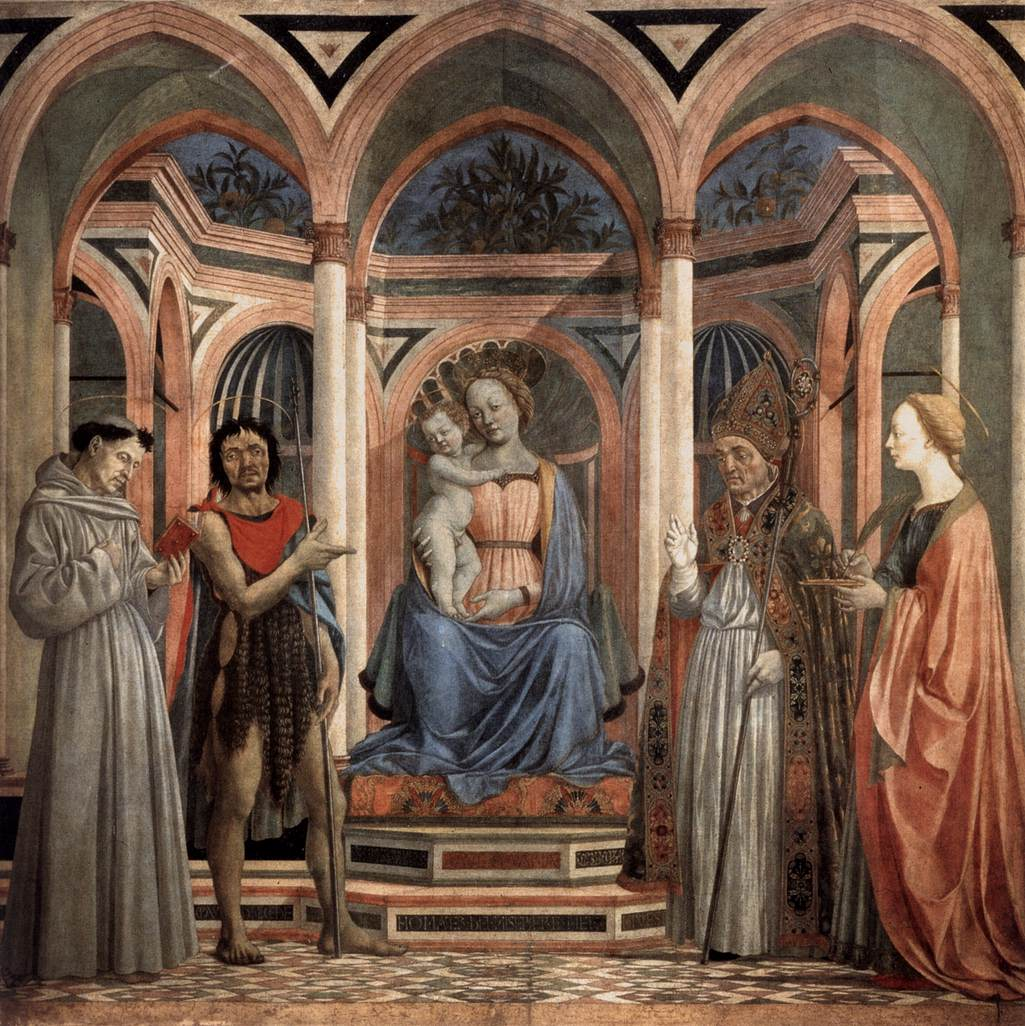
Madonna s dítětem a svatými, oltářní obraz pro kostel Santa Lucie dei Magnoli, kolem 1445–47, tempera na panelu, 198 × 207 cm, Galleria Uffizi, Florencie

Domenico Veneziano, predelly - část oltáře pod retabulem
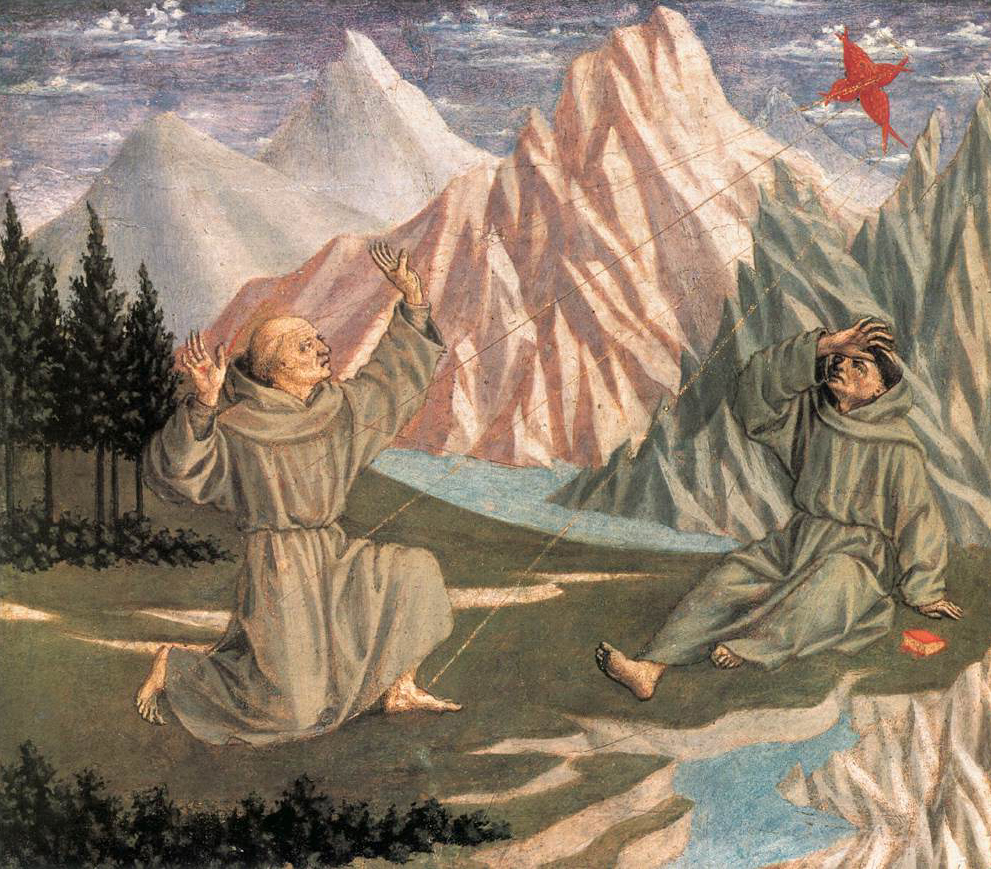
Stigmata sv. Františka
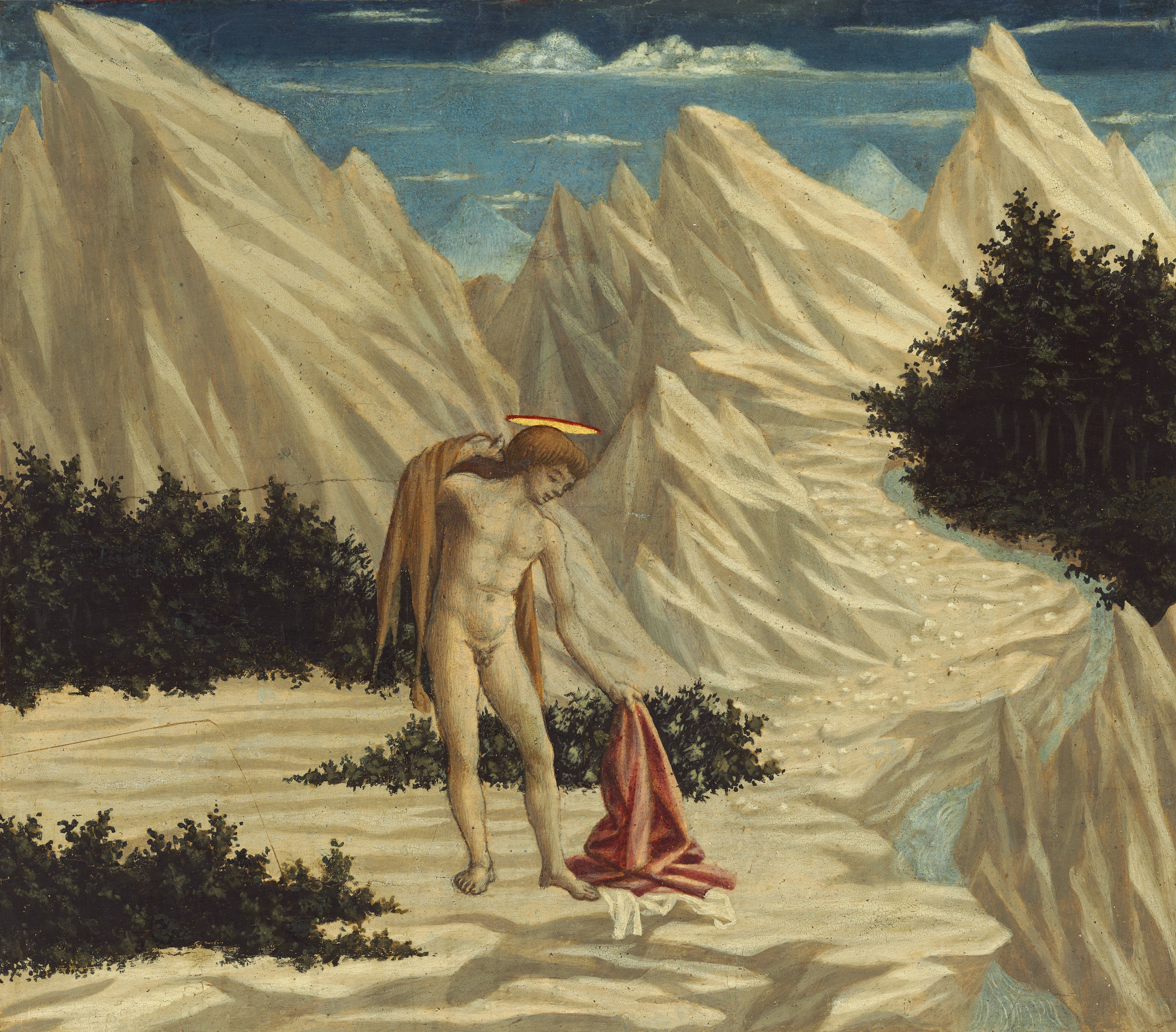
Jan Křtitel v poušti
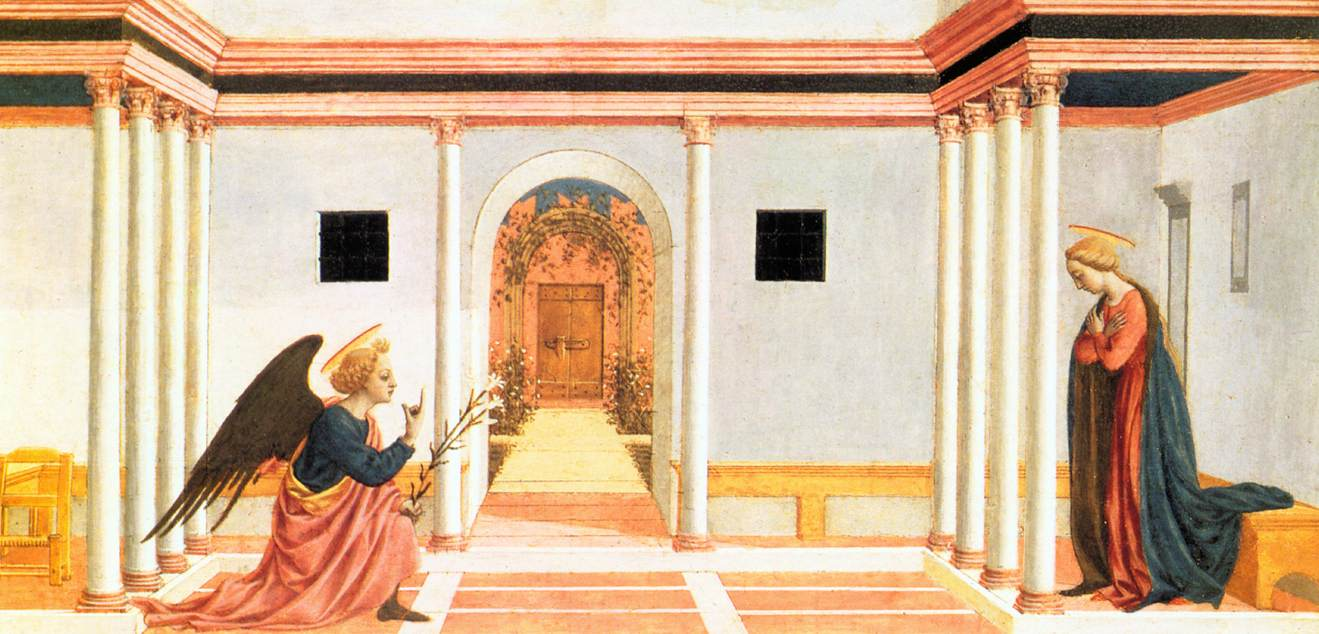
Zvěstování
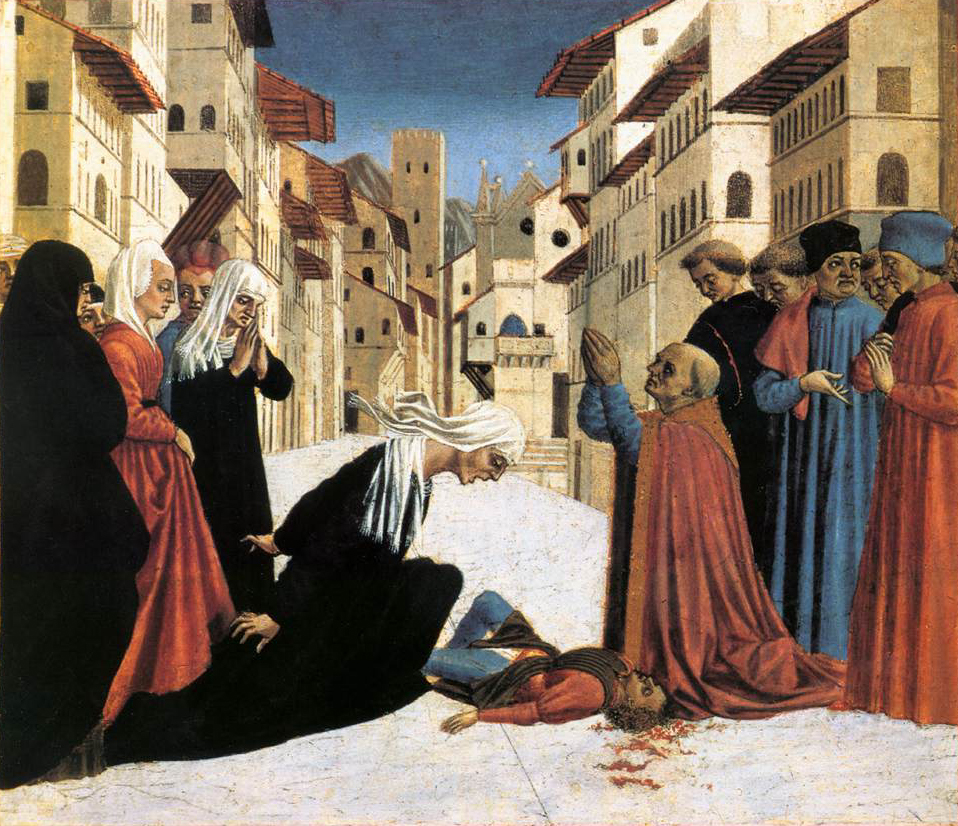
Zázrak Sv. Zenobia
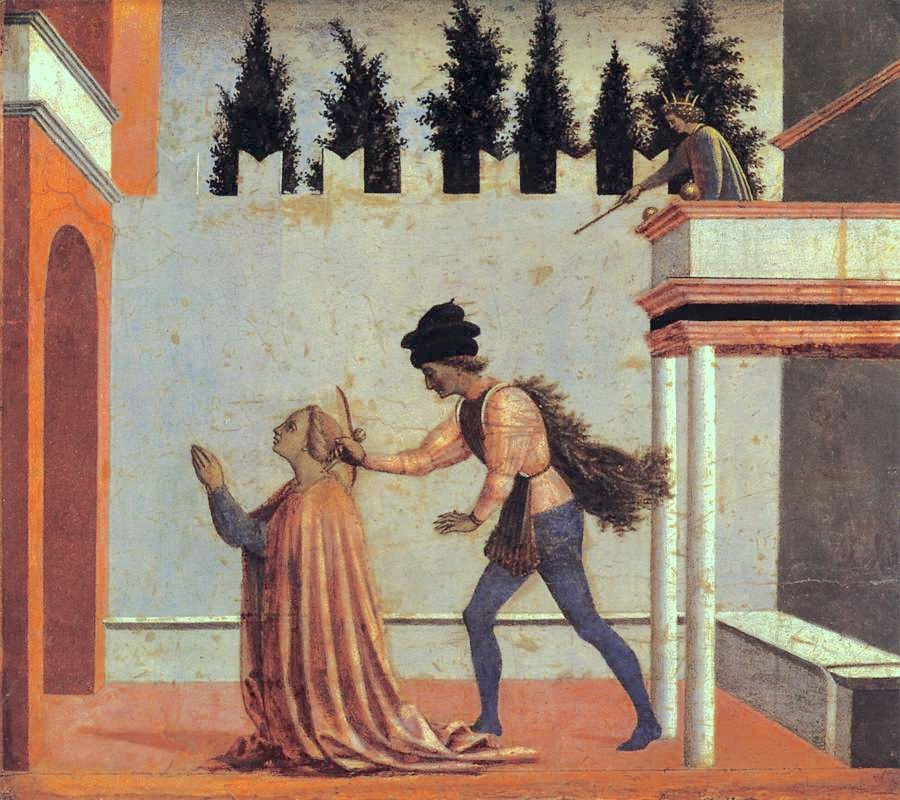
Mučednictví Svaté Lucie